# Dar Ben Abdellah
Dar Ben Abdellah (în arabă دراع بن عبد الله) este o comună din provincia Relizane, Algeria.
Populația comunei este de 3.499 de locuitori (2008).